# Sorex satunini
Sorex satunini (мідиця кавказька) — вид роду мідиця.

## Поширення
Країни поширення: Вірменія, Азербайджан, Грузія, Росія, Туреччина. Де вид проживає спільно з Sorex raddei, мабуть конкуренція штовхає вид за межі лісу в субальпійські місця проживання. Зустрічається на альпійських луках з скельними виходами, і в лісах на заході ареалу. живе на висотах від рівня моря до 2600 м. 

## Поведінка
Харчуються в основному жуками, але споживає й інших комах. Відтворити на весні й у першу половину літа. Має до 3 виводків на сезон, з 4-8 дитинчатами у кожному.

## Загрози та охорона
Ніяких серйозних загроз. Місцевий перевипас на Кавказі, викликає занепокоєння. Зустрічаються в  природоохоронних територіях.